# 克里米亚鞑靼语维基百科
克里米亚鞑靼语维基百科 是免费的在线百科全书维基百科的克里米亞韃靼語版本。克里米亚鞑靼语维基百科的條目最初是在 Wikimedia Incubator中编写，最終克里米亚鞑靼语维基百科于2008年1月12日正式上線。截至2025年3月 ，克里米亚鞑靼语有28,540篇條目。克里米亚鞑靼语维基百科的主要问题是缺乏編輯，參與編輯人士只有數人，而且绝大多数编辑都不是克里米亚鞑靼语母语人士。 